# Henry (Dakota del Sud)
Henry és una població dels Estats Units a l'estat de Dakota del Sud. Segons el cens del 2000 tenia 268 habitants.

## Demografia
Segons el cens del 2000, Henry tenia 268 habitants, 101 habitatges, i 71 famílies. La densitat de població era de 71,4 habitants per km².
Dels 101 habitatges en un 37,6% hi vivien nens de menys de 18 anys, en un 57,4% hi vivien parelles casades, en un 9,9% dones solteres, i en un 29,7% no eren unitats familiars. En el 26,7% dels habitatges hi vivien persones soles el 9,9% de les quals corresponia a persones de 65 anys o més que vivien soles. El nombre mitjà de persones vivint en cada habitatge era de 2,65 i el nombre mitjà de persones que vivien en cada família era de 3,28.
Per edats la població es repartia de la següent manera: un 28,7% tenia menys de 18 anys, un 8,6% entre 18 i 24, un 31,7% entre 25 i 44, un 21,3% de 45 a 60 i un 9,7% 65 anys o més.
L'edat mediana era de 32 anys. Per cada 100 dones de 18 o més anys hi havia 103,2 homes.
La renda mediana per habitatge era de 36.607 $ i la renda mediana per família de 42.500 $. Els homes tenien una renda mediana de 24.167 $ mentre que les dones 25.750 $. La renda per capita de la població era de 13.778 $. Entorn del 5,1% de les famílies i el 10% de la població estaven per davall del llindar de pobresa.

## Poblacions més properes
El següent diagrama mostra les poblacions més properes.